# Diocophora appretiata
Diocophora appretiata är en tvåvingeart som först beskrevs av Schmitz 1923.  Diocophora appretiata ingår i släktet Diocophora och familjen puckelflugor. Inga underarter finns listade i Catalogue of Life.